# 춘천보호관찰소
춘천보호관찰소(春川保護觀察所)는 보호관찰 대상자의 지도·감독 및 사회봉사·수강 명령집행, 판결전조사·환경조사 등 보호관찰업무와 범죄예방 업무를 수행하기 위하여 설립된 대한민국 법무부 범죄예방정책국 소속기관으로 춘천보호관찰소장(4급)은 서기관으로 보한다. 강원특별자치도 춘천시 후석로 440번길 64 정부춘천지방합동청사 1층에 위치하고 있다.

## 연혁
- 1989년 7월 1일 춘천보호관찰소 개소 (춘천시 효자2동 326번지)
- 2004년 7월 5일 춘천보호관찰소 원주지소 개소 (관할: 원주시, 태백시, 정선군, 영월군, 평창군, 횡성군)
- 2007년 7월 23일 춘천보호관찰소 속초지소 개소 (관할: 속초시, 고성군)
- 2009년 1월 1일 춘천보호관찰소 영월지소 개소 (관할: 태백시, 영월군, 정선군, 평창군)

## 관할 구역
- 춘천시
- 홍천군
- 화천군
- 양구군
- 인제군

## 조직

### 춘천보호관찰소장
- 관찰과
- 집행과

## 소속기관

### 강릉지소
- 주소: 강원특별자치도 강릉시 교동 임영로 219-10
- 관할구역: 강원특별자치도 강릉시, 동해시, 삼척시

### 원주지소
- 주소: 강원특별자치도 원주시 일산로 29 평화빌딩 5층
- 관할구역: 강원특별자치도 원주시, 횡성군

### 속초지소
- 주소: 강원특별자치도 속초시 동해대로 3929 광동한의원빌딩 2-3층
- 관할구역: 강원특별자치도 속초시, 양양군, 고성군

### 영월지소
- 주소: 강원특별자치도 영월군 영월읍 하송로 68 청령프라자 4층
- 관할구역: 강원특별자치도 태백시, 영월군, 정선군, 평창군